# 林諾爾梅格特山
72°8′S 14°27′E / 72.133°S 14.450°E
林諾爾梅格特山（英語：Linnormegget Hill）是南極洲的山丘，位於東部南極洲的毛德皇后地，屬於帕耶山脈的一部分，處於林諾爾門山以南6公里，現時受南極條約體系管理。